# Stort sammetsblomster
Stort sammetsblomster (Tagetes erecta) är en tvåhjärtbladig växtart som beskrevs av L.. I den svenska databasen Dyntaxa är detta taxon uppdelat i flera:
- Stort sammetsblomster Tagetes erecta[2]
- Sammetsblomster Tagetes patula[3]

Stort sammetsblomster ingår i släktet sammetsblomstersläktet, och familjen korgblommiga växter. Inga underarter finns listade i Catalogue of Life.